# Mediana de Aragón
Mediana de Aragón är en kommun i Spanien.   Den ligger i provinsen Provincia de Zaragoza och regionen Aragonien, i den nordöstra delen av landet, 270 km öster om huvudstaden Madrid. Antalet invånare är 468. Arean är 90 kvadratkilometer.
Terrängen i Mediana de Aragón är huvudsakligen platt, men västerut är den kuperad.